# NGC 206
NGC 206 là một đám mây sao sáng trong thiên hà Tiên Nữ. Điều đáng chú ý là đám mây sao sáng nhất ở Andromeda khi nhìn từ Trái Đất.

## Đặc trưng
NGC 206 là đám mây sao giàu nhất và dễ thấy nhất trong Thiên hà Andromeda cũng như một trong những khu vực hình thành sao lớn nhất và sáng nhất của Nhóm Địa phương. Nó chứa hơn 300 sao sáng hơn M b = −3.6. Ban đầu nó được Edwin Hubble xác định là cụm sao nhưng ngày nay, do kích thước của nó, nó được phân loại là một hiệp hội OB.

NGC 206 nằm trong một nhánh xoắn ốc của thiên hà Andromeda, trong khu vực không có hydro trung tính và có cấu trúc kép, với một vùng có tuổi khoảng 10 triệu năm và bao gồm một số vùng H II ở một trong các biên giới của nó và khác với độ tuổi từ 40 triệu năm đến 50 triệu năm bao gồm một số cepheids. Cả hai phần được phân tách bằng một dải bụi liên sao và bao gồm hàng trăm ngôi sao thuộc loại quang phổ O và B. 